# Пушкин, Александр Иванович
Алекса́ндр Ива́нович Пу́шкин (25 августа [7 сентября] 1907, Микулино — 20 марта 1970, Ленинград) — советский артист балета и балетный педагог. Заслуженный деятель искусств РСФСР (1968).

## Биография
Родился 7 сентября 1907 года в селе Микулино-Городище Тверской губернии, ныне Лотошинского района Московской области.
Учился в частной школе Николая Легата, где его партнёршей была Вера Волкова, затем — в Петроградском театральном училище (педагог Владимир Пономарёв).
С 1925 года — в Театре имени Кирова. Ещё будучи молодым танцовщиком, начал педагогическую деятельность и стал выдающимся преподавателем мужского классического танца Ленинградского хореографического училища (1932—1970). Как педагог и наставник воспитал плеяду мировых звезд артистов балета, таких как Аскольд Макаров, Рудольф Нуреев, Михаил Барышников, Юрий Соловьев, Сергей Викулов, Олег Виноградов.
Система движений Пушкина основывалась на опыте музыкального театра, том опыте, который, начиная с XVII века, поднял русский балет на академический уровень. Эта система движений возникла сравнительно недавно, выйдя из народно-характерного, бытового и других видов танца. Именно такую систему ассоциируют с понятием «русский» и «классический» балет. Сам Александр Иванович обладал уникальным даром сочинения учебных комбинаций — логичных, последовательных, танцевальных и в то же время чрезвычайно полезных для развития координации, «воспитывающих» тело танцовщика. Эта система, призванная сделать тело дисциплинированным, подвижным и прекрасным, превращает его в чуткий инструмент, послушный воле балетмейстера и самого исполнителя. Педагогический дар, способность передать свой опыт ученику и дать ему шанс из искры таланта разжечь пламень гениальности, позволили А. И. Пушкину воспитать таких талантливых артистов балета. В 1951 году Пушкин принял класс усовершенствования танцовщиков Кировского театра от Владимира Ивановича Пономарёва. На «звёздный класс» — так называли уроки Пушкина — стремились попасть премьеры не только балета Ленинграда, но и всего мира. Зал, где проводились уроки мастерства, всегда был переполнен.
Скончался 20 марта 1970 года в Ленинграде от сердечного приступа. Когда упав на улице, он просил прохожих о помощи, то никто не помог: все думали, что он пьян. Ведь на вопрос, как его зовут, он отвечал: «Александр Пушкин…».

## Ученики
- Рудольф Нуреев

Опытный преподаватель, А. И. Пушкин сумел разглядеть в Нурееве яркий, самобытный талант. Нуреев впоследствии с благодарностью вспоминал своего преподавателя: Александр Иванович был его единственным по-настоящему близким человеком в училище, которого он любил и уважал как никого другого. Когда Нуреев должен был окончить девятый класс и покинуть училище, А. И. Пушкин, несмотря на стремление Рудольфа начать самостоятельную карьеру, убедил его еще на год остаться в училище. Автор биографической книги о Нурееве Отис Стюарт считает, что: «их совместная работа над классическим репертуаром не только укрепила технику артиста, но и стала основой его удивительной балетной эрудиции…»
После того, как танцор решил эмигрировать из СССР и стать «невозвращенцем», А. И. Пушкину пришлось неоднократно давать объяснительные показания о своём бывшем ученике в КГБ СССР.
Из книги «Серебряный шар: Преодоление себя. Драмы за сценой» Виталия Вульфа:

Занимался с ним (Нуреевым) Александр Иванович Пушкин. Его педагогическая слава была велика. Нуреев был его любимым учеником. Усердие Нуреева покоряло Пушкина, как и его музыкальность. Перед отъездом в Париж Рудольф практически жил в семье своего учителя.
11 мая 1961 года труппа Кировского балета вылетела в Париж, Нуреев больше никогда не увидел Александра Ивановича, хотя его уютную квартирку во дворе Хореографического училища помнил всегда. Это был дом, где его любили.
- Михаил Барышников

В 1964 году в Ленинграде гастролировал Рижский театр оперы и балета, в спектаклях которого был занят шестнадцатилетний ученик Рижского хореографического училища Михаил Барышников. Во время этих гастролей один из артистов Театра оперы и балета имени С. М. Кирова предложил А. И. Пушкину посмотреть юного артиста. А. И. Пушкин проэкзаменовал мальчика и предложил ему поступить в училище, чем и предопределил его судьбу. Так Барышников стал учеником знаменитой русской балетной школы, а затем и солистом балета Театра имени С. М. Кирова.
Михаил Барышников: «То, что я попал в Петербург, было почти случайностью. Конечно, я хотел пойти в училище сам, но у меня была покровительница, которая сама училась несколько лет в Петербурге в Вагановском. Она знала Александра Ивановича Пушкина и тайком, поскольку была близкой приятельницей Тангиевой, моего педагога, организовала эту встречу. Всё. Остальное — это уже вопрос истории. Пушкин отвез меня к Шелкову, директору Вагановского училища, и заставил сделать два тура перед его носом, прямо на каблуках. Маленький экзерсис в кабинете, и Пушкин просто сказал: „Беру!“ Шелков, естественно: „Надо подождать, посмотреть. Пусть он придёт на экзамен!“ Но потом, когда мы уже спустились вниз, Александр Иванович успокоил меня: „Не волнуйся, я записал тебя к себе в класс“».
- Алла Осипенко

Александр Иванович Пушкин, тихий, скромный, застенчивый и в то же время с огромным чувством юмора. Мы, артистки, часто просились к нему на урок, чтобы побольше «попрыгать». Сам А. И. танцевал долго, потому что тогда ещё были проблемы с пенсиями. Не было закона о 20-ти годах служения на балетной сцене. Мне ещё довелось с ним потанцевать в балете «Красный мак», в «Фениксах», исполнявшихся шестью парами. Волновалась. Уж очень было ответственно… А однажды А. И. оказался для меня предсказателем. У него в театральном классе занимался Джон Марковский. Я была в этот день на уроке у А. И. Мы стояли с ним у рояля, и вдруг он мне говорит: «Алла, посмотрите, какой хороший мальчик окончил школу. Он сможет танцевать всё. А как делает поддержки!.. Возьмите его себе в партнеры». Я засмеялась, решив, что эта шутка. В те годы мы никто не имели своих партнеров, танцевали с теми, кого ставило руководство. Но… свершилось чудо. Через несколько лет Джон становится моим постоянным и любимым партнером. С ним вместе мы вскоре покинули Кировский театр. У нас началась своя новая интереснейшая творческая жизнь. Спасибо А. И., его провидению, его чуткости, которая принесла мне столько творческих радостей.

## Семья
Родители — Иван Феофанович Пушкин (1868—1927) и Мавра Максимовна Пушкина (1865—1926).
Брат — Семён Иванович Пушкин (1900 г.р.), артист Ленинградского театра юных зрителей. 05.07.1941 добровольцем ушёл в Ленинградскую армию народного ополчения, пропал без вести в ноябре 1941 года.
Жена — Ксения Иосифовна Юргенсон (06.03.1917—13.03.1973), выпускница исполнительского факультета Ленинградского государственного хореографического училища (ЛГХУ), балерина Ленинградского театра оперы и балета им. Кирова, правнучка известного музыкального издателя Иосифа Юргенсона.
Похоронен на Большеохтинском кладбище Санкт-Петербурга, там же похоронена и его жена К. И. Юргенсон.